# 오르타 박물관
오르타 박물관(프랑스어: Musée Horta, 네덜란드어: Hortamuseum, 영어: Horta Museum)은 벨기에 브뤼셀에 위치한 박물관이다.
1898년부터 1901년까지 건설된 아르 누보 건축 양식의 건축물로서 건축가인 빅토르 오르타가 설계를 담당했다. 빅토르 오르타의 사저 겸 아틀리에로 사용되었으며 현재는 빅토르 오르타와 관련된 미술 작품, 문서 등을 전시하고 있다. 2000년에는 유네스코가 지정한 세계유산에 등재되었다.

## 사진

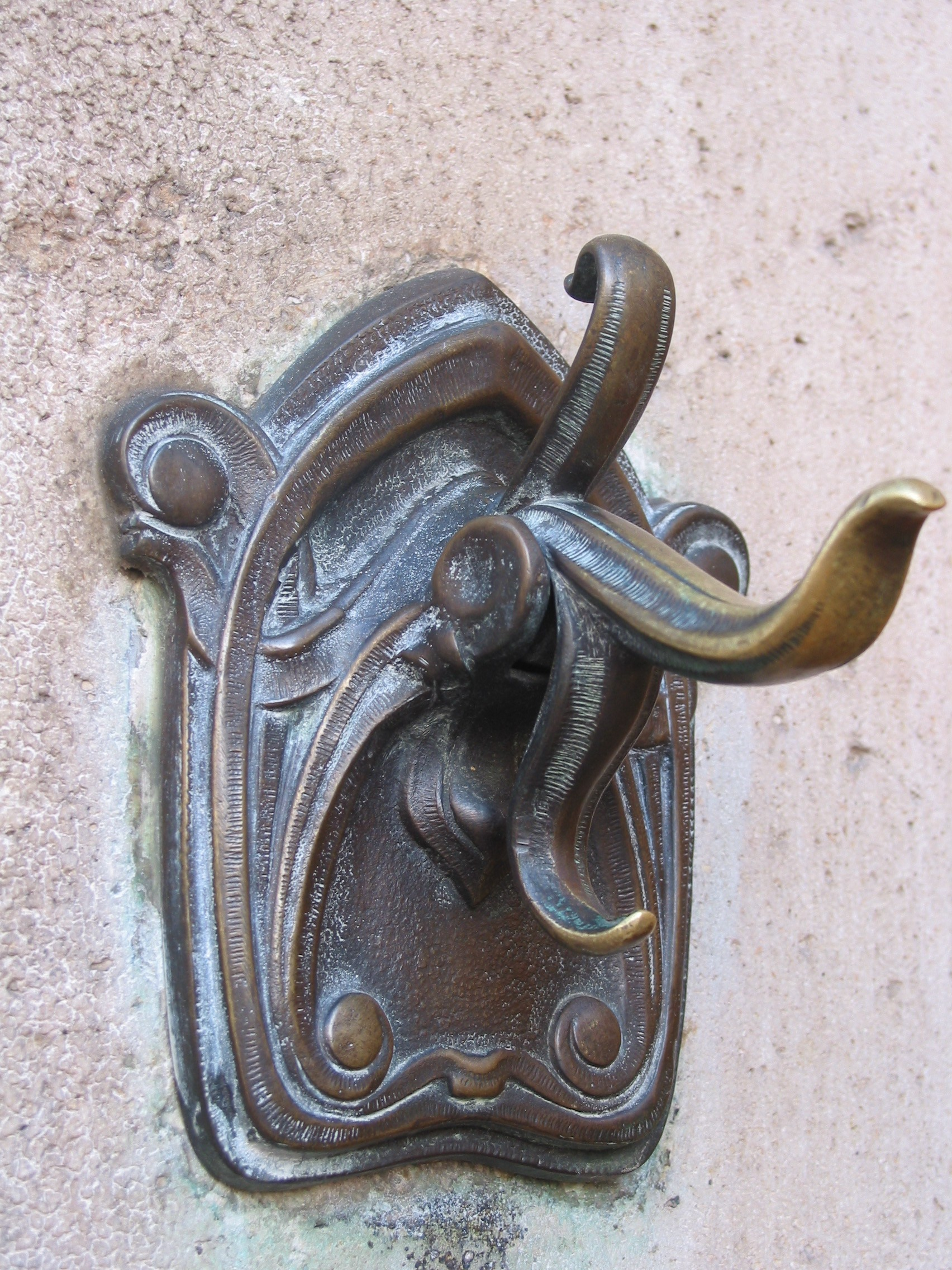
문고리
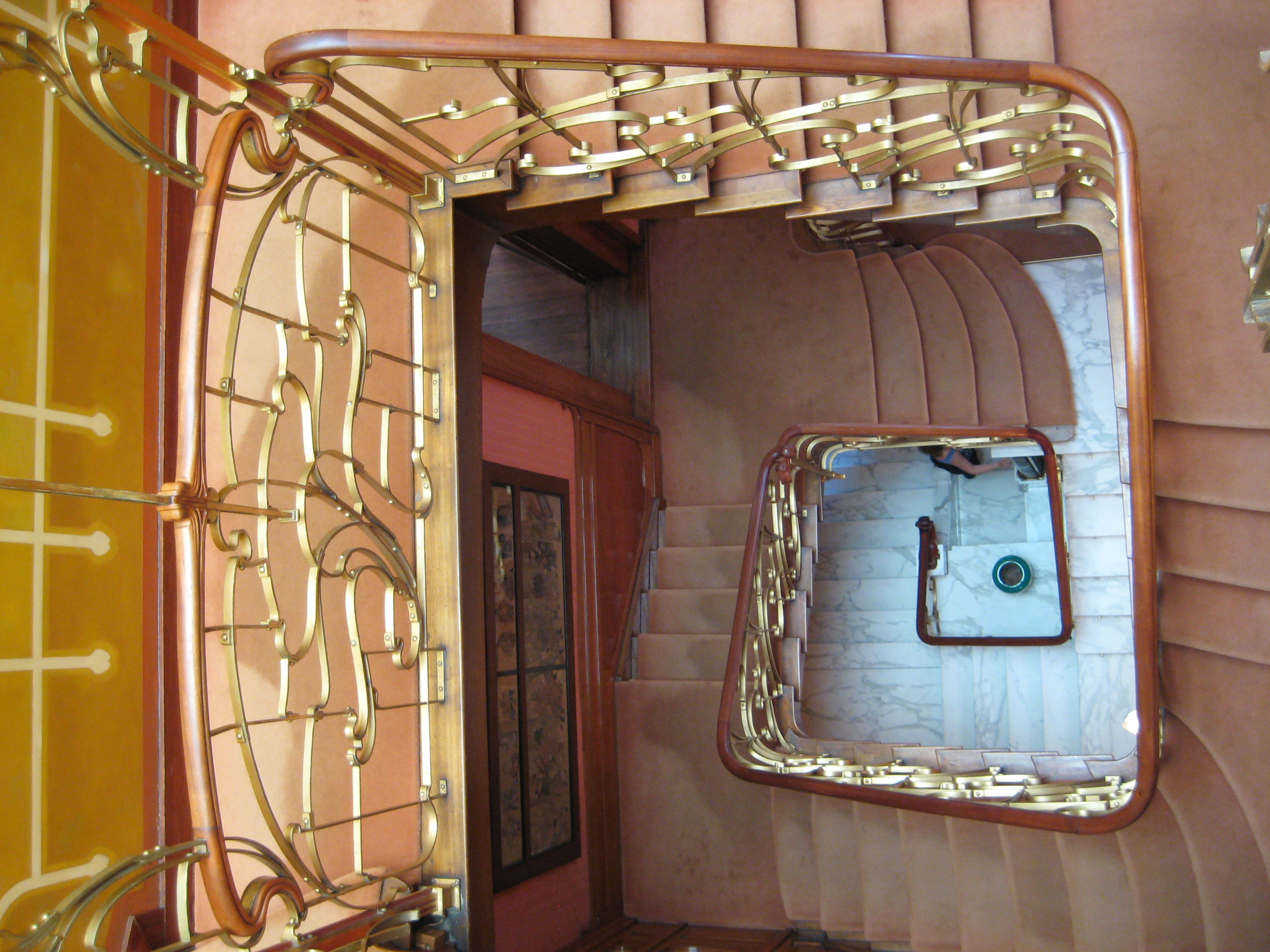
나선 계단